# 중앙여자중학교
중앙여자중학교(中央女子中學校)는 대한민국 서울특별시 서대문구 북아현동에 있는 사립 중학교이다.

## 학교 연혁
- 1940년 10월 10일 : 추계 황신덕 선생 경성가정여숙 창립 및 초대 교장 취임(경성부 서대문구 죽첨정 3정목37)
- 1944년 7월 1일 : 경성부 종로구 견지동 74로 교사 이전
- 1945년 1월 1일 : 중앙여자상과학교로 인가
- 1946년 1월 22일 : 중앙고등여학교로 인가
- 1946년 10월 29일 : 중앙여자중학교(6년제)로 개편 인가
- 1948년 11월 17일 : 서울특별시 서대문구 북아현동 구왕궁 의령원 토지 18,027평 매입
- 1950년 4월 28일 : 재단법인 추계학원 설립인가, 초대 이사장 박찬주 여사 취임
- 1951년 3월 12일 : 6.25동란으로 피난학교를 부산시 대청동 4가 새들원에서 개교
- 1951년 8월 30일 : 중앙여자중학교, 중앙여자고등학교로 개편인가
- 1953년 9월 1일 : 부산 피난교사 서울 본교사로 완전 복귀
- 1954년 3월 31일 : 중학교 전학년 9학급으로 증설 인가
- 1956년 8월 27일 : 북아현동 신교사 준공하고 이전
- 1961년 10월 10일 : 과학관 1,068평 1차 준공(1968년 3월 31일까지 총 1,544평 완공)
- 1963년 2월 28일 : 서별관 146평 1차 준공(1970년 2월 29일까지 총 633평 완공)
- 1964년 1월 24일 : 재단법인 추계학원을 학교법인 추계학원으로 조직변경 인가
- 1964년 11월 4일 : 중학교 2부 전학년 15학급으로 신설 인가(1965학년도 개교)
- 1969년 1월 22일 : 중학교 2부 폐지 인가
- 1987년 1월 17일 : 황신덕 기념관 및 부속건물 총 1,500평 신축 준공
- 1996년 5월 25일 : 제4대 이사장 임형빈 선생 취임
- 2000년 5월 20일 : 본관 건물 개축 5,407m2 완공
- 2011년 12월 20일 : 서별관 신축 1285.68m2 증축완공
- 2020년 9월 1일 : 제15대 교장 강성희 선생 취임
- 2023년 2월 11일 : 제78회에 걸쳐 24,484명 졸업생 배출[1]

## 참고 자료
- 중앙여자중학교 - 한국교육학술정보원 학교알리미